# Нвоко, Удочукву
Удочукву (Удо) Нвоко (англ. Udochukwu (Udo) Nwoko; род. 15 октября 1984, Лагос) — мальтийский футболист нигерийского происхождения, полузащитник

## Биография

### Клубная карьера
Нвоко переехал на Мальту в возрасте 14 лет. Начал играть в футбол в «Хиберниансе». В сезоне 2002/03 он сыграл 16 игр, но в основе закрепится не смог. Затем перешёл в клуб «Шевкия Тайгерс» в 2004 году и превратился в настоящего бомбардира, Удо забил 15 голов в 17 матчах, и стал одним из самых перспективных футболистов чемпионата.
После успешного сезона в «Шевкии», Нвоко присоединился к «Мосте» в сезоне 2005/06. Он сыграл 20 матчей и забил шесть мячей, однако этого было недостаточно для спасения клуба, и они были понижены в классе. Несмотря на вылет с клубом «Моста», Нвоко не остался незамеченным скаутами его первого клуба «Хибернианс», и в сезоне 2006/07 получил ещё один шанс сыграть в мальтийской Премьер-лиге. Он сыграл 13 матчей и забил 1 гол.
Затем он перешёл на правах аренды в другой клуб мальтийской Премьер-лиги «Марсашлокк» на оставшуюся часть 2007 года. Сыграл 11 матчей, не забил ни одного гола, но тем не менее закончил сезон в качестве чемпиона 2006/07. Это было его первая в истории чемпионство в мальтийской Премьер-лиги.
В 2007 году он перешёл в португальский клуб «Лейшойнш». В 2007 году ходили слухи, что Удо Нвоко может играть за шотландский «Фалкирк» или английский «Рединг», даже называлась сумма, за которую англичане готовы выкупить контракт мальтийца £1.25м.

### Карьера в сборной
Нвоко был приглашён в сборную первый раз на квалификацию к чемпионату Европы 2008 на матч против Венгрии в Будапеште 13 октября 2007 года, а также на матч против сборной Молдавии четыре дня спустя.

## Достижения
- Чемпион Мальты: 2006/07

## Личная жизнь
Его старший брат Чакс Нвоко (р. 1978) и племянник Кириан (р. 1997) также являются футболистами и оба выступали за сборную Мальты.
Удочукву получил мальтийское гражданство в августе 2007 года после семи лет проживания на территории Мальты. Он женат на мальтийке Клавдии, имеет двух детей: Наталью и Джерома.